# Мінковиці-Олавські
Мінковиці-Олавські (пол. Minkowice Oławskie) — село в Польщі, у гміні Єльч-Лясковиці Олавського повіту Нижньосілезького воєводства.
Населення — 905 осіб (2011).
У 1975-1998 роках село належало до Вроцлавського воєводства.

## Демографія
Демографічна структура станом на 31 березня 2011 року:
|          | Загалом | Допрацездатний вік | Працездатний вік | Постпрацездатний вік |
| -------- | ------- | ------------------ | ---------------- | -------------------- |
| Чоловіки | 459     | 100                | 314              | 45                   |
| Жінки    | 446     | 76                 | 272              | 98                   |
| Разом    | 905     | 176                | 586              | 143                  |